# NGC 2886
NGC 2886 – asteryzm składający się z czterech gwiazd, znajdujący się w gwiazdozbiorze Hydry. Odkrył go John Herschel 1 lutego 1837 roku.